# Зажаблє
42°59′ пн. ш. 17°37′ сх. д. / 42.99° пн. ш. 17.61° сх. д.
Зажаблє (хорв. Zažablje) – громада в Дубровницько-Неретванській жупанії Хорватії.

## Населення
Населення громади за даними перепису 2011 року становило 757 осіб. 
Динаміка чисельності населення громади:

## Населені пункти
До громади входять:
- Баджула
- Бієлий Вир
- Добранє
- Мислина
- Млинище
- Видонє